# Giuseppe Pasotto
Giuseppe Pasotto (Bovolone, 6 luglio 1954) è un vescovo cattolico italiano, dal 29 novembre 1996 amministratore apostolico del Caucaso dei Latini e dal 9 novembre 1999 vescovo titolare di Musti.

## Biografia
Nasce a Bovolone, in provincia e diocesi di Verona, il 6 luglio 1954.

### Ministero sacerdotale
Ancora giovane entra nel seminario della Congregazione delle Sacre Stimmate di Nostro Signore Gesù Cristo (Stimmatini).
Il 12 maggio 1979 è ordinato presbitero dal vescovo Lucas Moreira Neves (poi arcivescovo e cardinale).
Nel 1993 parte per la Georgia, in seguito alla richiesta alla Congregazione da parte della Santa Sede di una presenza cattolica di rito latino nel paese (resa possibile dalla dissoluzione dell'URSS).
Il 29 novembre 1996 papa Giovanni Paolo II lo nomina amministratore apostolico del Caucaso dei Latini; succede all'arcivescovo Jean-Paul Aimé Gobel, che mantiene soltanto l'incarico di nunzio apostolico. Esercita un ruolo pastorale equivalente a quello di vescovo per i cattolici di rito latino della Georgia, Armenia e Azerbaigian.

### Ministero episcopale
Il 9 novembre 1999 papa Giovanni Paolo II lo eleva alla dignità episcopale, nominandolo vescovo titolare di Musti; il 6 gennaio 2000 riceve l'ordinazione episcopale, nella basilica di San Pietro in Vaticano, per imposizioni delle mani dello stesso pontefice, coconsacranti gli arcivescovi Giovanni Battista Re (poi cardinale) e Marcello Zago.
Nel 2005 indice il primo sinodo diocesano per l'amministrazione apostolica del Caucaso.
Nel 2008, nel corso della guerra tra la Russia e la Georgia, denuncia che «la paura della gente è quella di essere lasciati soli di fronte al gigante russo, e che gli occidentali sappiano solo parlare bene».

## Genealogia episcopale
La genealogia episcopale è:
- Cardinale Scipione Rebiba
- Cardinale Giulio Antonio Santori
- Cardinale Girolamo Bernerio, O.P.
- Arcivescovo Galeazzo Sanvitale
- Cardinale Ludovico Ludovisi
- Cardinale Luigi Caetani
- Cardinale Ulderico Carpegna
- Cardinale Paluzzo Paluzzi Altieri degli Albertoni
- Papa Benedetto XIII
- Papa Benedetto XIV
- Papa Clemente XIII
- Cardinale Enrico Benedetto Stuart
- Papa Leone XII
- Cardinale Chiarissimo Falconieri Mellini
- Cardinale Camillo Di Pietro
- Cardinale Mieczysław Halka Ledóchowski
- Cardinale Jan Maurycy Paweł Puzyna de Kosielsko
- Arcivescovo Józef Bilczewski
- Arcivescovo Bolesław Twardowski
- Arcivescovo Eugeniusz Baziak
- Papa Giovanni Paolo II
- Vescovo Giuseppe Pasotto, C.S.S.